# 일주일간 친구 (영화)
《일주일간 친구》(중국어: 一周的朋友, 영어: One Week Friends)는 2022년에 개봉한 중국의 로맨스, 드라마 영화이다.
 임효겸이 감독을 여안현이 각본을 맡았다.
 중국은 2022년 7월 18일에 대한민국은 2023년 9월 6일에 롯데시네마에서 단독 개봉되었다.

## 줄거리
성화 재수학원 3인방인 쉬유수, 송샤오난, 장우는 어느날 전학생 린샹즈를

보게 되지만 거리를 두는 모습에 친해지기 위해 다가가게 되고

일주일마다 친구에 대한 기억을 잃는 병이 있어서 친구를 사귀지 않는다는 말에

일주일간 친구를 하면 되겠다며 친구를 맺게 되고 머리에 좋다고 알려진 음식과 물건을 찾아주고

댄스도 같이하고 결국 일기장까지 쓰게 되는데 이들은 무난히 절친이 될수 있을까...

## 출연진

### 주연
- 조금맥 - 린샹즈 역
- 린이 - 쉬유수 역
- 심월 - 송샤오난 역
- 왕가휘 - 장우 역

### 조연
- 범시연